# St. Mary’s Lighthouse
St. Mary’s Lighthouse ist ein Leuchtturm an der Küste von Tyne and Wear nördlich von Whitley Bay und südlich von Seaton Sluice. Der Leuchtturm steht auf der Gezeiteninsel St. Mary’s Island, die seit 1929 bei Ebbe über einen niedrigen Damm, der bei Flut überspült wird, vom Curry’s Point aus erreichbar ist. Vor der Errichtung des Damms erfolgte der Zugang über Trittsteine.
Der 38 Meter hohe Leuchtturm, der vor allem für aus Norden kommende Schiffe die Mündung des Tyne signalisiert, wurde von Thomas Matthews erbaut und am 31. August 1898 in Betrieb genommen. Der Leuchtturm ersetzte einen älteren Turm, der sich auf dem Gelände der Tynemouth Priory befand und dann abgetragen wurde.
Als der Leuchtturm 1977 elektrifiziert wurde, wurde seine ursprüngliche Linse demontiert und ins Leuchtturmmuseum in Penzance gebracht. Er erhielt eine kleinere Linse, die aus dem stillgelegten Withernsea Lighthouse kam. Das St. Mary’s Lighthouse wurde 1982 automatisiert. 1984 wurde der Leuchtturm jedoch von Trinity House stillgelegt. Die ursprüngliche Linse wurde 2011 aus dem dann geschlossenen Leuchtturmmuseum in den Turm zurückgebracht.
Heute befindet der Turm sich im Besitz der Gemeinde und ist seit 1994 als Museum für Besucher zugänglich.
Der Leuchtturm ist ein Baudenkmal, das von English Heritage als ein Grade-II-Monument geführt wird.
Die Insel und die angrenzende Küste sind ein Naturschutzgebiet.